# Liste des châteaux d'Angus
Cette liste recense les principaux châteaux du council area d'Angus en Écosse.

## Liste
| Nom                     | Type                       | Date                      | Condition           | Propriétaire                     | Localisation                             | Notes                                             | Image |
| ----------------------- | -------------------------- | ------------------------- | ------------------- | -------------------------------- | ---------------------------------------- | ------------------------------------------------- | ----- |
| Château d'Affleck       | Maison-tour en L           | XVe siècle                | Habité              | Privé                            | Monikie, 56° 32′ 20″ N, 2° 49′ 25″ O     | Anciennement appelé château d'Auchinleck          |       |
| Château d'Airlie        | Manoir                     | 1793                      | Habité              | Privé                            | Alyth, 56° 39′ 21″ N, 3° 09′ 20″ O       |                                                   |       |
| Château de Balfour      | Maison baronniale          | XVIe siècle               | En partie démoli    | Privé                            | Kirriemuir, 56° 40′ 43″ N, 3° 04′ 57″ O  |                                                   |       |
| Château de Ballumbie    | Courtyard castle           | XVe siècle                | En ruines           | Privé                            | Ballumbie, 56° 29′ 57″ N, 2° 54′ 03″ O   |                                                   |       |
| Château de Brechin      | Manoir                     | 1709                      | Habité              | Comte de Dalhousie               | Brechin, 56° 43′ 46″ N, 2° 39′ 34″ O     |                                                   |       |
| Château de Careston     | Manoir                     | XVIIe siècle-XIXe siècles |                     | Privé                            | Careston, 56° 43′ 41″ N, 2° 46′ 08″ O    |                                                   |       |
| Château de Colliston    | Maison-tour plan en Z      | 1545                      | Préservé            | Privé                            | Arbroath, 56° 36′ 30″ N, 2° 37′ 58″ O    |                                                   |       |
| Château de Cortachy     | courtyard castle plan en Z | XVIe siècle-XIXe siècles  |                     | Comte d'Airlie                   | Kirriemuir, 56° 43′ 25″ N, 2° 59′ 10″ O  |                                                   |       |
| Château d'Edzell        | Courtyard castle           | XVIe siècle               | En ruines           | Historic Scotland                | Edzell, 56° 48′ 43″ N, 2° 40′ 56″ O      | Possède un des seuls jardins Renaissance d'Écosse |       |
| Château d'Ethie         |                            | XIVe siècle               | Transformé en hôtel | Privé                            | Inverkeilor, 56° 36′ 45″ N, 2° 30′ 39″ O |                                                   |       |
| Château de Farnell      | Maison-tour                | XVIe siècle               | Habité              | Privé                            | Farnell, 56° 41′ 25″ N, 2° 36′ 53″ O     |                                                   |       |
| Château de Finavon      | Maison baronniale          | 1856                      | Habité              | Privé                            | Finavon, 56° 41′ 49″ N, 2° 49′ 37″ O     |                                                   |       |
| Château de Forfar       |                            | XIe siècle                | Disparu             | -                                | Forfar, 56° 38′ 46″ N, 2° 53′ 24″ O      |                                                   |       |
| Château de Glamis       | Maison baronniale          | XIVe siècle               | Habité              | Comte de Strathmore et Kinghorne | Glamis, 56° 37′ 10″ N, 3° 00′ 17″ O      |                                                   |       |
| Château de Guthrie      | Maison baronniale          | 1848                      | Habité              | Privé                            | Guthrie, 56° 38′ 38″ N, 2° 42′ 54″ O     |                                                   |       |
| Château de Hatton       | Maison-tour plan en Z      | 1575                      | Habité              | Privé                            | Newtyle, 56° 33′ 26″ N, 3° 08′ 11″ O     |                                                   |       |
| Château d'Invermark     | Maison-tour                | 1526                      | En ruines           | Privé                            | Glen Mark, 56° 54′ 50″ N, 2° 55′ 02″ O   |                                                   |       |
| Château d'Inverquharity | Maison-tour en L           | 1444-XVIe siècle          | Habité              | Privé                            | Kirriemuir, 56° 42′ 34″ N, 2° 57′ 46″ O  |                                                   |       |
| Château de Kinnaird     | Maison fortifiée           | 1855                      | Habité              | Comte de Southesk                | Brechin, 56° 42′ 17″ N, 2° 35′ 55″ O     |                                                   |       |
| Château de Melgund      | Maison-tour                | XVIe siècle               | Habité              | Privé                            | Aberlemno, 56° 41′ 48″ N, 2° 44′ 38″ O   |                                                   |       |
| Château de Red          | Maison-tour                | XVe siècle                | En ruines           |                                  | Inverkeilor, 56° 39′ 01″ N, 2° 30′ 35″ O |                                                   |       |